# Svazek obcí údolí Desné
Svazek obcí údolí Desné (SOÚD; deutsch: Verbund der Gemeinden im Tal der Tess) ist ein Gemeindeverband im Altvatergebirge in Tschechien. Mitglieder des Verbandes sind die  Gemeinden Vikýřovice, Rapotín, Velké Losiny, Loučná nad Desnou, Sobotín, Rejchartice, Hraběšice und Vernířovice im Tal der Desná. Der Gemeindeverband ist Eigentümer der Eisenbahnstrecken Šumperk–Sobotín und Petrov nad Desnou–Kouty nad Desnou, die gemeinsam unter dem Namen Železnice Desná (ŽD) vermarktet werden. Dazu besteht eine Zusammenarbeit in den Bereichen Schulwesen und Fremdenverkehr.

## Geschichte
Der Gemeindeverband wurde am 16. Oktober 1997 auf Initiative des Bürgermeisters der Gemeinde Rapotín gegründet, um einen Wiederaufbau der am 7. Juli 1997 nach einem Hochwasser stark zerstörten Nebenbahnen Šumperk–Sobotín und Petrov nad Desnou–Kouty nad Desnou zu erreichen. Von Seiten des tschechischen Verkehrsministeriums war für die Strecken wegen der hohen Wiederaufbaukosten und der Betriebsverluste eine Stilllegung vorgesehen. Der Gemeindeverband erwarb schließlich beide Strecken und die für den Bahnbetrieb nötigen Fahrzeuge. Die private Baufirma Stavební obnova železnic a.s. übernahm den Wiederaufbau. Die Strecken gingen am 30. April 1998 (Šumperk–Sobotín) und 1. Dezember 1998 (Petrov nad Desnou–Kouty nad Desnou) wieder in Betrieb.

## Železnice Desná

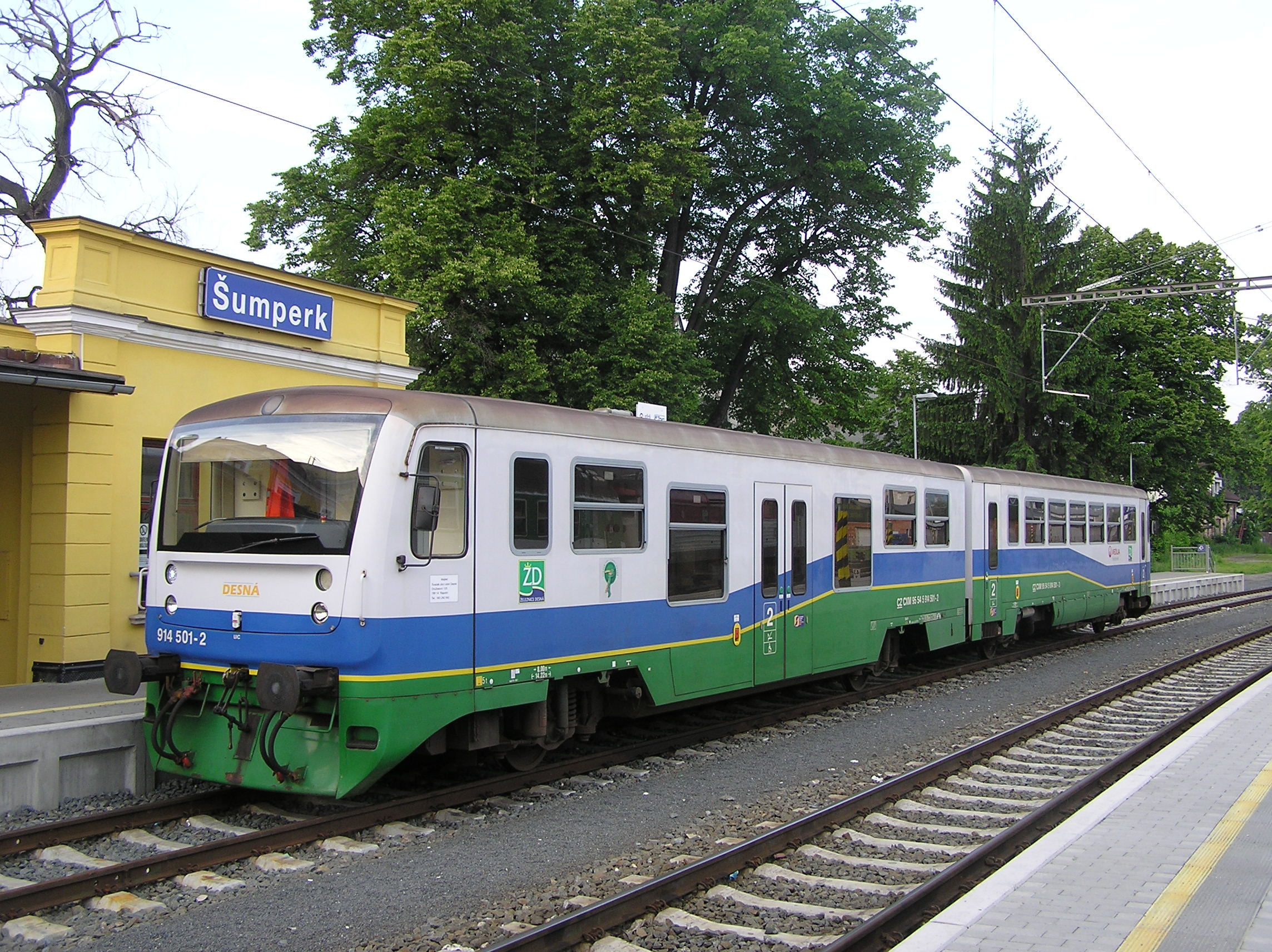
Zug der Železnice Desná in Šumperk (2010)

Železnice Desná ist heute der Marketingname für die beiden Eisenbahnstrecken des Gemeindeverbandes. Für die Betriebsführung zeichnete zunächst Stavební obnova železnic verantwortlich, seit dem 1. Oktober 2002 war Connex Morava (heute ARRIVA VÝCHODNÍ ČECHY a.s.) beauftragtes Eisenbahnverkehrsunternehmen im Personenverkehr. Die Firma SART – stavby a rekonstrukce a.s., ein örtliches Bauunternehmen, ist seit 2005 das beauftragte Eisenbahninfrastrukturunternehmen. Der Güterverkehr wird seit 1. Mai 2005 von České dráhy bzw. seit 1. Dezember 2007 von ČD Cargo bedient. In den Zügen der Železnice Desná gelten die Tarif- und Beförderungsbestimmungen des Verkehrsverbunds im Olomoucký kraj (Integrovaný dopravní systém Olomouckého kraje; IDSOK).
Seit Dezember 2016 werden die Eisenbahnstrecken des Gemeindeverbandes wieder von Reisezügen des staatlichen Eisenbahnverkehrsunternehmens České dráhy (ČD) befahren, die nicht mehr benötigten Eisenbahnfahrzeuge des Gemeindeverbandes wurde im Januar 2017 an AŽD Praha verkauft und kommen im touristischen Verkehr zwischen  Most und Lovosice planmäßig zum Einsatz. Die Triebwageneinheit 814 501 wurde an GW Train Regio veräußert.